# Kasteel van Chambes
Het Kasteel van Chambes (Frans: Château de Chambes) is een kasteel in de Franse gemeente Terres-de-Haute-Charente.